# حزب الاتحاد والتقدم والديمقراطية
حزب الاتحاد والتقدم والديمقراطية، (بالإسبانية: Unión, Progreso y Democracia)‏ هو حزب سياسي إسباني تأسس في سبتمبر 2007 وحل في ديسمبر 2020. كان حزبًا اشتراكيًا ليبراليًا رفض أي شكل من أشكال القومية، وخاصة قومية الباسك الانفصالية والحركات الكتالونية. كان الحزب مؤيدًا بشدة لأوروبا وأراد من الاتحاد الأوروبي أن يتبنى نظامًا فيدراليًا من دون تداخل بين الحكومات الأوروبية والوطنية والإقليمية. وأراد أيضًا نظامًا موحدًا أكثر، ولو كان مركزيًا من الناحية السياسية، واستبدال القانون الحالي بقانون انتخابات أكثر تناسبًا.
ترشح حزب الاتحاد والتقدم والديمقراطية لأول مرة للانتخابات العامة في 9 مارس 2008. حصل على 303246 صوتًا، أي حوالي 1.2% من الإجمالي الوطني، ومقعد واحد في مجلس النواب لمؤسسة الحزب روزا دييز، ليصبح أحدث حزب له تمثيل وطني في إسبانيا. على الرغم من أن جوهر الحزب كان من مجتمع الباسك المستقل، مع وجود جذور في الجمعيات المدنية المناهضة لمنظمة إيتا، كان توجه الحزب مركزًا على جمهور وطني. ومن بين الأعضاء البارزين في الحزب الفيلسوف فرناندو سافاتير، مؤسس الحزب وعضو سابق في الحزب الاشتراكي العمالي الإسباني PSOE، وعضو البرلمان الأوروبي النائب روزا دييز، والفيلسوف كارلوس مارتينيز غورياران والكاتب ألبارو بومبو.
في مؤتمر الحزب الثاني في نوفمبر 2013، أبلغ حزب الاتحاد والتقدم والديمقراطية عن 6165 عضوًا مسجلًا (بانخفاض عن أعلى مستوى له على الإطلاق بلغ 6634 في 2011). في عام 2009، أسس الحزب مؤسسة التقدم والديمقراطية والتي ترأستها المتحدثة باسم حزب الاتحاد والتقدم والديمقراطية روزا دييز.
في الانتخابات العامة التي أجريت في 20 نوفمبر 2011، فاز الحزب بـ 1143225 صوتًا (4.70%)، وخمسة مقاعد تمكن من تشكيل كتلة برلمانية بها في مجلس النواب (أربعة في مدريد وواحد في فالنسيا) وأصبح رابع أكبر قوة سياسية في البلاد. وحصل على أكبر زيادة في الأصوات مقارنة بالانتخابات العامة السابقة لأي حزب. لكن في الانتخابات العامة لعام 2015، عانى من تراجع في قوته التصويتية بفقدانه جميع مقاعده. في الانتخابات العامة لعام 2016، انخفض إلى 0.2% فقط من الأصوات الوطنية.
في 18 نوفمبر 2020، أمر قاضٍ بحل الحزب وشطبه من سجل الأحزاب السياسية، بسبب مشاكل مالية. وأعلن الحزب أنه سيستأنف الحكم. في 6 ديسمبر 2020، أُعلن أن الحزب لن يستأنف الحكم بعد الآن، وبالتالي أُلغي حزب الاتحاد والتقدم والديمقراطية رسميًا.

## أيديولوجيا الحزب

### الموقف الرسمي
من الناحية الأيديولوجية، لم يُعرف حزب الاتحاد والتقدم والديمقراطية في حد ذاته على أنه يسار أو يمين، وتضمنت دائرته الانتخابية ناخبين ذوي صلة باليمين السياسي بالإضافة إلى جزء من ناخبي الحزب الاشتراكي المحبطين. وبالمثل، رفض حزب ماجنتا صراحة وضعه في الوسط السياسي. عرّف حزب الاتحاد والتقدم والديمقراطية نفسه بأنه «حزب تقدمي يؤيد فكرة عبور الأقاليم» عندما طُلب منه وضعه في الطيف السياسي من اليسار إلى اليمين، وبالتالي دعم الأفكار التي اعتبرها الحزب تقدمية من جميع أنحاء الطيف السياسي. ووفقًا للمتحدثة باسم الحزب روزا دييز، كان الحزب تقدميًا وعابرًا للأقاليم: تضمن الحزب يساريين ويمينيين ليبراليين. كانت علامات الهوية الإضافية الأخرى كما يلي:
- «الدستورانية»، وتعريفها على أنها دعم لدولة القانون الإسبانية من خلال متابعة الدستور الإسباني لعام 1978 في المناطق المنتهكة والتي يُميز بها ضد المواطنين غير القوميين، وفي الوقت نفسه، من خلال تعديل قوانين الدستور لضمان فعالية القوانين غير القابلة للتفاوض التي تعلن الحرية والمساواة والتماسك وفصل السلطات وحماية جميع المواطنين الإسبان في ظل عدالة مستقلة».[19]
- «الديمقراطية الليبرالية» وعرفتها بأنها «شكل الحكومة الذي يوازن بين السلطة والحقوق الفردية».[20][21]
- «الملكية» وتعريفها على أنها «دعم النظام الملكي في إسبانيا بقدر ما تؤدي وظيفتها وتكون صارمة وشفافة ومثالية».
- «ما بعد القومية» وتعريفها بأنها «معارضة القومية الإجبارية». أنكرت روزا دييز أن حزب ماجنتا هو حزب معاد للقومية والقومية الإسبانية وما بعد القومية.
- «المركزية الجزئية» وتعريفها على أنها «المركزية السياسية للسلطات مثل التعليم والصحة وإدارة الموارد المائية أو إدارة النقل داخل دولة موحدة قوية مع مسؤوليات لامركزية أخرى في مجتمعات الحكم الذاتي».[22]
- «الموالية الأوروبية» وتعريفها على أنها «الرغبة في التحرك نحو فدرالية أوروبية حقيقية مع مفهوم المواطنة كركيزة أساسية».[23]
- «الراديكالية» وتعريفها على أنها «طموح لتحويل السياسة من خلال إحداث تغييرات جوهرية ومتعمقة من داخل المؤسسات».[24]
- «العلمانية»، وتعريفها بأنها «الدفاع عن حياد الدولة تجاه المعتقدات الدينية، باستثناء الإسلام وأي دين آخر لا يحترم حقوق الإنسان والنظام القانوني الإسباني، وأيضًا تجاه معتقدات غير المؤمنين».[25]
- «الليبرالية الاجتماعية»، وتعريفها على أنها «دعم لنظام اقتصادي مختلط يتميز فيه اقتصاد السوق الحر بتدخل واسع للدولة لتصحيح أوجه القصور الاجتماعية، وبالتالي جعل دولة الرفاهية متوافقة مع الحرية الفردية». بحسب روزا دييز «الليبرالية الاجتماعية» هي العقيدة السياسية التي حددها حزب الاتحاد والتقدم والديمقراطية لأن الحزب يجمع بين عناصر «الليبرالية السياسية» و«الديمقراطية الاجتماعية».[26]
- «الوطنية الإسبانية» وتعريفها بأنها «الدفاع عن القيم المشتركة (العدالة والحرية والمساواة) والولاء بين أبناء الوطن. أكدت روزا دييز أن حزب الاتحاد والتقدم والديمقراطية كان «حزبًا وطنيًا لا لبس فيه وله أجندة فريدة لإسبانيا».[27]